# Point exclarrogatif
Pour l’article homonyme, voir ?! pour l'album de CapaRezza..
Cette page contient des caractères spéciaux ou non latins. S’ils s’affichent mal (▯, ?, etc.), consultez la page d’aide Unicode.
 (juillet 2023).
Si vous disposez d'ouvrages ou d'articles de référence ou si vous connaissez des sites web de qualité traitant du thème abordé ici, merci de compléter l'article en donnant les références utiles à sa vérifiabilité et en les liant à la section « Notes et références ».

Point exclarrogatif

Le point exclarrogatif ‽ (interrobang) est un signe de ponctuation qui combine les fonctions de point d'interrogation et de point d'exclamation. Le caractère typographique est la superposition de ces deux signes de ponctuation.

## Applications
Le point exclarrogatif peut servir à ponctuer une phrase qui est interrogative et exclamative à la fois, sans prédominance. Il peut alors remplacer l'usage des deux signes de ponctuation successifs ?! ou !?, qui sont parfois utilisés en littérature moderne. Cependant son usage est limité.
En outre, il existe une nuance entre ?! et !?[réf. nécessaire] : « !? » peut être employé pour une question rhétorique, tandis que « ?! » marque un réel questionnement. Michel Vaillant réplique ainsi dans Le Fantôme des 24 heures : « Comment veux-tu que je le sache !? Que peut-il se passer dans la tête d'un pareil bonhomme ?! ».

## Historique
C'est l'Américain Martin K. Speckter qui inventa le point exclarrogatif en 1962. À la tête d'une agence de publicité, Speckter pensait qu'un tel signe donnerait plus d'impact à ses publicités. C'est après la publication d'un article dans le magazine TYPEtalks que le signe prit son nom anglais interrobang (du latin interrogatio pour question et de l'anglais bang qui signifie en jargon d'imprimeur point d'exclamation) ainsi que son design.
C'est en 1966 qu'il fut pour la première fois inclus dans une police de caractères, la police Americana. En 1968, le point exclarrogatif était disponible sur certaines machines à écrire de la marque Remington. Le point exclarrogatif fut en vogue aux États-Unis pendant les années 1960, alors que le mot interrobang faisait son apparition dans quelques dictionnaires et que le signe lui-même était utilisé dans certains magazines ou journaux.
Jamais il ne devint un signe de ponctuation standard.

## Affichage
Le point exclarrogatif n'est pas un signe de ponctuation standard. Seules les polices de caractères modernes possèdent un point exclarrogatif parmi leurs glyphes. Son code Unicode est 8253 (203D en hexadécimal). Il peut être utilisé dans les documents HTML avec l'entité &#8253; ou &#x203D;, la seconde forme est mal reconnue par les navigateurs web communs.
| Image | Police par défaut | Lucida Sans Unicode | Arial Unicode MS | Code2000 |
| ----- | ----------------- | ------------------- | ---------------- | -------- |
|       | ‽                 | ‽                   | ‽                | ‽        |

## Saisie au clavier
Sous Windows, le point d'exclarrogation peut être saisi en maintenant la touche "alt" enfoncée et en tapant "8253" (code Unicode).
Ou encore sur certains smartphones par appui long sur le point d'interrogation. Son usage est supprimé des appareils iOS courant 2024.
Sous Mac OS X, il est possible d'afficher un point exclarrogatif dans la palette de caractères en tapant 203D (code Unicode hexadécimal) dans le champ de recherche du bas de la fenêtre.

## Caractères approchants et dérivés
Unicode propose également des caractères combinant les points d'interrogation et d'exclamation (‹ ? › et ‹ ! ›).
- U+2048 : point d'interrogation suivi du point d'exclamation : ‹ ⁈ ›
- U+2049 : point d'exclamation suivi du point d'interrogation : ‹ ⁉ ›

Unicode prévoit également sous la référence U+2E18 le point d'exclarrogation culbuté ‹ ⸘ ›, pour une utilisation dans les langues étrangères qui en prévoient l'utilisation comme l'espagnol.